# Stazione di Furukawa
La Stazione di Furukawa (古川駅?, Furukawa-eki) è una stazione ferroviaria della città di Ōsaki, nella prefettura di Miyagi della regione del Tōhoku utilizzata dai servizi Shinkansen e dalle linee tradizionali.

## Linee
- East Japan Railway Company
  - ■ Tōhoku Shinkansen
  - ■ Akita Shinkansen
  - ■ Linea Rikuutō